# Poliopsis lacazei
Poliopsis lacazei är en djurart som tillhör fylumet slemmaskar, och som beskrevs av Louis Joubin 1890. Poliopsis lacazei ingår i släktet Poliopsis och familjen Valenciniidae. Inga underarter finns listade i Catalogue of Life.